# HD 40588
HD 40588，又名BD+31 1164，SAO 58657、HR 2110，是一颗恒星，视星等为5.98，位于銀經179.9，銀緯3.97，其B1900.0坐标为赤經5h 54m 42.4s，赤緯+31° 3.97′ 46″。